# John O'Creagh
Jonathan Regis Cray (Pittsburgh, Pennsylvania, 5 januari 1949 - New York, 30 oktober 2016) was een Amerikaanse acteur. O'Creagh was het meest bekend door zijn werk in de televisieserie Law & Order: Special Victims Unit, waar hij de rol van Sheriff Bailey had. O'Creagh speelde in 2016 ook in de Netflix-serie Orange Is the New Black als Chief Ferguson. In 2018 kwam het computerspel Red Dead Redemption 2 van Rockstar Games uit, waar O'Creagh de rol van Uncle had. Door het overlijden van O'Creagh tijdens de productie van het spel werd zijn rol overgenomen door acteur James Anthony McBride. De scenes waarin O'Creagh als zijn rol zingt zijn in het eindproduct gelaten.

## Filmografie

### Films
Inclusief korte films
| Jaar | Titel                   | Rol             |
| ---- | ----------------------- | --------------- |
| 1995 | Davy Jones' Locker      | Stem            |
| 2005 | Coda                    | Jimmy           |
| 2009 | Winter of Frozen Dreams | Insurance Agent |
| 2016 | Good Bones              | Joe O'Brien     |
| 2017 | Like Me                 | Old Man         |

### Series
| Jaar | Titel                             | Rol                        |
| ---- | --------------------------------- | -------------------------- |
| 2006 | Law & Order: Special Victims Unit | Sheriff Bailey             |
| 2007 | Kidnapped                         | Bartender                  |
| 2008 | John Adams                        | Stephen Hopkins            |
| 2009 | Life on Mars                      | Drunk Petey                |
| 2015 | Master of None                    | Priest                     |
| 2015 | The Knick                         | Tammany Hall Official      |
| 2015 | Frank and Ernie                   | Frank                      |
| 2016 | Orange Is the New Black           | Chief Ferguson             |
| 2016 | Red Oaks                          | Administrator              |
| 2016 | 30,000 to One                     | Charlie the Chief of Staff |

### Computerspellen
| Jaar | Titel                 | Rol          |
| ---- | --------------------- | ------------ |
| 2018 | Red Dead Redemption 2 | Uncle (zang) |